# Erythrophysa alata
Erythrophysa alata är en kinesträdsväxtart som först beskrevs av Eckl. & Zeyh., och fick sitt nu gällande namn av Hutchinson. Erythrophysa alata ingår i släktet Erythrophysa och familjen kinesträdsväxter. Inga underarter finns listade i Catalogue of Life.